# Генерал полиције
Генерал полиције је највиши полицијски чин/звање у Србији. Уведен је након осамостаљења Црне Горе од Србије 2006. године и замањује дотадашње генералске полицијске чинове у Србији: генерал-мајора (један чин/једна звезда), генерал-потпуковника (два чина/две звезде) и генерал-пуковника (три чина/три звезде) који су били у употреби од 1992. до 2006. године. 
У чин/звање генерала полиције може бити унапређен сваки пуковник полиције који поред општих услова, мора имати високо образовање на магистарским академским студијама. Обично у пракси за унапређење пуковника полиције у чин генерала полиције зависи од личне одлуке министра.
У копненој војсци и ратном ваздухопловству и противваздушној одбрани Војске Србије одговара чину бригадног генерала, док у речној флотили одговара адмиралском чину комодора адмирала.
Изглед еполете генерала полиције дизајнирана је 1992. по узору на генералске еполете Југословенске народне армије/Војске Југославије. Изглед еполете је задржан из периода од 1992. до 2006. године који је означавао генералски полицијски чин генерал-мајора. Еполета је оивичена украсном испреплетаном златном храстовом опшивком, док се у еполети налазе укрштена два златна храстова листа, изнад којих је једна златна розета. Уместо розете у ранијем периоду од 1992. до 2002. у употреби је била златна петокрака звезда, a од 2002. до 2013. у употреби се користила златна шестокрака звезда.

## Галерија
- Еполета генерал-мајора милиције/полиције Србије од 1992. до 2002. године
- Еполета генерал-потпуковника милиције/полиције Србије од 1992. до 2002. године
- Еполета генерал-пуковника милиције/полиције Србије од 1992. до 2002. године